# Fontaine du Patis
La fontaine du Patis est une fontaine monumentale, du XIXe siècle, située à Tonnerre, dans le département de l'Yonne et la région Bourgogne-Franche-Comté.

## Historique
Le bâtiment fait l’objet d’une inscription au titre des monuments historiques depuis le 3 avril 1995.